# روابط آلبانی و ایران
آلبانی در ایران سفارتی ندارد، در حالی که ایران تا سال ۱۳۹۹ در تیرانا سفارت داشت ولی با گریختن مقامات سفارت حکومت جمهوری اسلامی از تیرانا و حضور پلیس آلبانی در سفارت ؛ برای همیشه بسته شد‌.

## روابط باستانی
آلبانی و ایران هردو کشورهای هندواروپایی هستند و از نظر فرهنگی شباهت دارند. روابط فرهنگی آنان نیز به قدمت مردمان باستانی ایلیری و ایرانیان بر می‌گرد. ایلیری‌ها، به‌طور گسترده، در دفاع نظامی یونان ضد شاهنشاهی هخامنشی مشارکت داشتند و در عین حال تبادلات فرهنگی‌شان را در میان یونانیان حفظ کرده بودند.

## روابط مدرن

### شاهنشاهی پهلوی ایران و آلبانی کمونیست
با توجه به فاصله میان دو کشور، مشخص نشد که چه زمانی روابط دو کشور آغاز شد، هرچند این روابط احتمالاً پس از جنگ جهانی دوم، هنگامی که آلبانی به یک کشور کمونیستی تبدیل شد و ایران یک کشور شاهنشاهی بود آغاز شد. از آنجا که آلبانی یک کشور کمونیستی بود، با اتحاد جماهیر شوروی همسو شد، در حالی که شاهنشاهی پهلوی ایران در طول مراحل ابتدایی جنگ سرد از ایالات متحده آمریکا به عنوان متحد استراتژیک خود حمایت کرد.

### حکومت جمهوری اسلامی ، آلبانی و جنگ کوزوو
پس از استقرار حکومت دینی اسلامی در ایران در سال ۱۹۷۹، آلبانی به عنوان یک کشور کمونیستی، در جنگ ایران و عراق با شوروی ضد ایران همسو شد. این امر در نهایت تنش‌های آتی میان آلبانی و ایران را دامن زد با وجود اینکه آلبانی از دهه ۱۹۹۰ وارد دوران دموکراتیک شد.
در ابتدا، ایران از آلبانیایی‌ها در جنگ کوزوو پشتیبانی کرد، و گزارش‌هایی در مورد سربازان ایرانی در کوزوو به گوش می‌رسید. رسانه‌های ایرانی همچنین آشکارا اخباری را در مورد آلبانیایی‌ها منتشر کردند که از پشتیبانی ایران و تمایل به ایجاد یک حکومت دینی مشابه، حمایت می‌کردند. این روش در جنگ بوسنی آزمایش شد و حمایت مردم بوسنیایی را به خود جلب کرد. رئیس‌جمهور ایران محمد خاتمی حتی در جریان بمباران ناتو در یوگسلاوی در سال ۱۹۹۹ از مسلمانان آلبانی حمایت کرد. با این حال، زمانی که آلبانی تصمیم گرفت یک دولت سکولار و مدرن طرفدار غرب بماند و اسرائیل را به رسمیت بشناسد روابط دو کشور به هم ریخت.
در نتیجه همسویی آلبانی با ایالات متحده، روابط میان بین ایران و آلبانی تحت فشار قرار گرفت. در سال ۲۰۰۲، ایران «بنیاد قرآن کوزوو» را بنیان‌گذاری کرد با این امید که آلبانیایی‌ها در آلبانی و کوزوو را وادار کند تا از سکولاریسم خود دست کشیده و از حکومت دینی شیعه حمایت کنند، اما موفق نشدند. پلیس آلبانی حتی سرکوب این بنیاد را آغاز کرد. ایران در سال ۲۰۰۸ به تلافی سرکوب گروه‌های مورد حمایت ایران در آلبانی و کوزوو، استقلال کوزوو را به رسمیت نشناخت.

#### تنش‌ها از دهه ۲۰۱۰
تصمیم آلبانی برای استقبال از پناهندگی مجاهدین خلق به این کشور منجر به وخامت بیشتر روابط آلبانی و ایران شد.
آلبانی ایران را به طراحی حملات تروریستی در این کشور در مرحله مقدماتی جام جهانی ۲۰۱۸ متهم کرد و در واکنش دیپلمات‌های ایرانی را اخراج کرد. ایران در واکنش، آلبانی را متهم به ساختگی تحت فشار آمریکا و اسرائیل کرد.
در ژانویه ۲۰۲۰، در پی شلیک پدافندی و کشته شدن قاسم سلیمانی و عضو گروهک حشد الشعبی در عراق توسط نیروهای مسلح ایالات متحده آمریکا علی خامنه ای و حسن روحانی، سخنرانی‌هایی کردند که «یک کشور کوچک و شوم» را به دلیل تلاش برای سرنگونی رژیم جمهوری اسلامی در ایران مورد اهانت قرار دادند. احتمالاً منظور سران رژیم ، پناهندگی مجاهدین خلق بوده باشد. ایلیر متا، رئیس‌جمهور آلبانی، ادعای ایران را رد کرد و دولت ایران را محکوم کرد. ادی راما، نخست‌وزیر آلبانی، در واکنش به انتقادات ایران از آلبانی، آشکارا از حمله آمریکا به قاسم سلیمانی در عراق حمایت کرد.